# Пам'ятки національного значення Дніпропетровської області
Нижче наведено перелік пам'яток культурної спадщини національного значення Дніпропетровської області.
| №  | Фото | Назва                                                                    | Дата                           | Місце | Тип                   | Охоронний номер |
| -- | ---- | ------------------------------------------------------------------------ | ------------------------------ | --- | --------------------- | --------------- |
| 1  |      | Будівля історичного музею Дмитра Яворницького                            | 1905                           | Дніпро, Проспект Дмитра Яворницького (до 2016 Карла Маркса), 16                                                  | історична пам’ятка    | 040001-N        |
| 2  |      | Могила Дмитра Яворницького                                               | 1940                           | Дніпро, Проспект Дмитра Яворницького (до 2016 Карла Маркса), 16                                                  | історична пам’ятка    | 040002-N        |
| 3  |      | Будинок, в якому жив і працював Дмитро Яворницький                       | перша половина XX століття     | Дніпро, площа Шевченка, 5                                                                                        | історична пам’ятка    | 040003-N        |
| 4  |      | Богородицька фортеця                                                     | 1688–1711                      | Дніпро, вул. Хутірська (до 2022 Новгородська), парк                                                              | історична пам’ятка    | 040004-N        |
| 5  |      | Курганний могильник                                                      | 3–1 тисячоліття до н.е.        | Криворізький район (до 2020 Апостолівський район), на кладовищі західніше села Запорізьке                        | археологічна пам’ятка | 040005-N        |
| 6  |      | Курганний могильник                                                      | 3–1 тисячоліття до н.е.        | Криворізький район (до 2020 Апостолівський район), на схід від північної окраїни села Слов’янка                  | археологічна пам’ятка | 040006-N        |
| 7  |      | Кодацька фортеця                                                         | 1635–1711                      | Дніпровський район, село Старі Кодаки                                                                            | історична пам’ятка    | 040007-N        |
| 8  |      | Курганний могильник                                                      | 3–1 тисячоліття до н.е.        | Криворізький район, на південний захід від села Веселий Кут                                                      | археологічна пам’ятка | 040008-N        |
| 9  |      | Курганний могильник «Бабина могила»                                      | 3–1 тисячоліття до н.е.        | Криворізький район, південний схід від села Кам'яне Поле                                                         | археологічна пам’ятка | 040009-N        |
| 10 |      | Могила кошового отамана Івана Сірка                                      | 1680 (перепоховання 1967)      | Нікопольський район, за північною окраїною села Капулівка                                                        | історична пам’ятка    | 040010-N        |
| 11 |      | Курган «Нечаєва (Гелегина) могила»                                       | середина 1 тисячоліття до н.е. | Нікопольський район, північний схід від села Лебединське                                                         | археологічна пам’ятка | 040011-N        |
| 12 |      | Курган «Орлова могила»                                                   | середина 1 тисячоліття до н.е. | Нікопольський район, південний схід від села Лебединське                                                         | археологічна пам’ятка | 040012-N        |
| 13 |      | Курган                                                                   | 3–1 тисячоліття до н.е.        | Дніпровський район (до 2020 року Петриківський район), село Лобойківка, біля озера Царі-Камиші                   | археологічна пам’ятка | 040013-N        |
| 14 |      | Городище                                                                 | 3–1 тисячоліття до н.е.        | Дніпровський район (до 2020 Солонянський район), село Башмачка, балка Башмачка                                   | археологічна пам’ятка | 040014-N        |
| 15 |      | Курган                                                                   | 3–1 тисячоліття до н.е.        | Дніпровський район (до 2020 Солонянський район), село Безбородькове                                              | археологічна пам’ятка | 040015-N        |
| 16 |      | Їмовірне місце загибелі князя Святослава                                 | 972                            | Дніпровський район (до 2020 Солонянський район), село Микільське-на-Дніпрі                                       | історична пам’ятка    | 040016-N        |
| 17 |      | Курганний могильник «Могила Чекерезка»                                   | 3–1 тисячоліття до н.е.        | Дніпровський район (до 2020 Солонянський район), південний схід від селища Томаківка                             | археологічна пам’ятка | 040017-N        |
| 18 |      | Курганний могильник                                                      | 3–1 тисячоліття до н.е.        | Криворізький район (до 2020 Софіївський район), село Мар’ївка, на північний захід від Макортівського водосховища | археологічна пам’ятка | 040018-N        |
| 19 |      | Курганний могильник                                                      | 3–1 тисячоліття до н.е.        | Криворізький район (до 2020 Софіївський район), 3,5 км на схід від південно-східної окраїни села Петропавлівка   | археологічна пам’ятка | 040019-N        |
| 20 |      | Споруди Української лінії – бастіони (2) і польові фортифікації між ними | початок XVIII століття         | Дніпровський район (до 2020 Царичанський район), на північний захід від села Залелія                             | історична пам’ятка    | 040020-N        |
| 21 |      | Споруди Української лінії – земляні укріплення (редути)                  | початок XVIII століття         | Дніпровський район (до 2020 Царичанський район), село Могилів, вул. Берегова, кладовище                          | історична пам’ятка    | 040021-N        |
| 22 |      | Споруди Української лінії – земляні укріплення (редути)                  | початок XVIII століття         | Дніпровський район (до 2020 Царичанський район), на схід від села Тарасівка                                      | історична пам’ятка    | 040022-N        |
| 23 |      | Курган                                                                   | 3–1 тисячоліття до н.е.        | Криворізький район (до 2020 Широківський район), північний схід від центру села Радевичеве                       | археологічна пам’ятка | 040023-N        |